# مقاطعة ليبيرتي (مونتانا)
مقاطعة ليبيرتي (بالإنجليزية: Liberty County)‏ هي إحدى مقاطعات ولاية مونتانا في الولايات المتحدة الأمريكية.